# Shtil, di nakht iz oysgeshternt

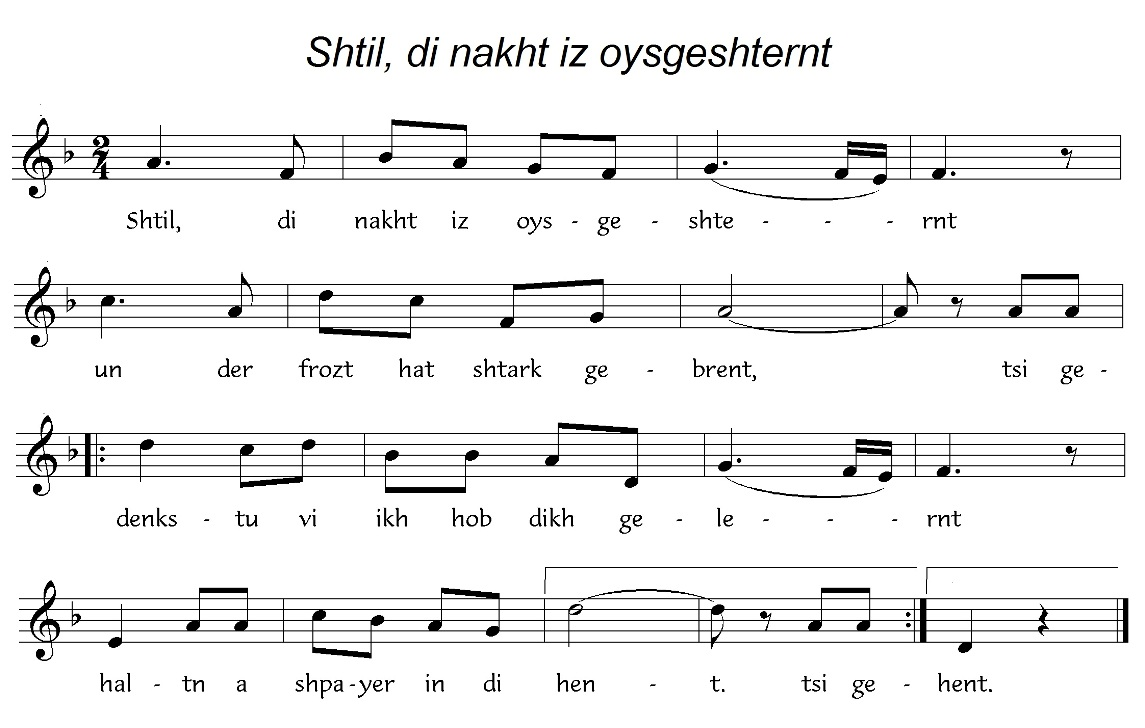
Notes et paroles de la chanson

Shtil, di nakht iz oysgeshternt  (« La nuit silencieuse est pleine d'étoiles » ; en yiddish : שטיל, די נאַכט איז אויסגעשטערנט)  ou Partizaner lid (« La chanson des partisans ») est une chanson yiddish écrite à l'été 1942 par Hirsh Glick, un jeune détenu juif du ghetto de Vilnius, sur une mélodie folklorique russe. 
Il s'agit d'une chanson d'amour qui commence par des paroles somme toutes assez conventionnelles, sur une nuit calme et un ciel plein d'étoiles, mais qui retourne ensuite rapidement vers les dures réalités de la guerre. Elle évoque une action réussie des partisans juifs près de Vilnius, au cours de laquelle un convoi militaire allemand a été détruit, la partisane Vitka Kempner (1920-2012), future épouse du commandant des partisans Abba Kovner et combattante dans l'organisation clandestine Nakam, joua un rôle décisif en tant que tireuse. La chanson est devenue l'une des plus populaires parmi les partisans juifs du Fareynikte Partizaner Organizatsye (FPO). Hirsch Glik est tombé en Estonie en 1944 en combattant les forces allemandes. Au niveau international, la chanson et les actions des partisans juifs en Lituanie sont restées pratiquement inconnues, même après la Seconde Guerre mondiale, jusqu'à ce qu'Abba Kovner en parle devant la presse mondiale réunie lors du procès Eichmann.
La neige et le givre mentionnés dans les paroles sont des libertés poétiques car l'attentat a eu lieu à l'été 1942. La chanson est connue pour sa célébration d'une femme partisane — les combats actifs et la résistance n'étaient pas des rôles traditionnels pour une femme, même pendant la guerre,. Ruth Rubin a également noté l'utilisation de trois mots — shpayer (un mot local de Vilnius), nagan (un terme russe faisant référence au Nagant M1895) et pistoyl — pour désigner un même pistolet automatique. Peut-être cela visait-il à montrer le multiculturalisme de la région. 

## Paroles
| 1. Shtil, di nakht iz oysgeshtérnt, un der frost hat shtark gebrént. Tsi gedénkstu vi ikh hob dikh gelérnt, haltn a shpáyer in di hent? | 1. שטיל די נאַכט איז אױסגעשטערנט און דער פֿראָסט האַט שטאַרק געברענט צי געדענקסטו װי איך האָב דיך געלערנט, האַלטן אַ שפײַער אין די הענט. | 1. Silencieuse, la nuit est pleine d'étoiles Et le gel a fortement brûlé. Sais tu encore, comment je t'ai appris À tenir une arme dans ta main ?          |  |
| 2. A moyd, a peltsl un a béret, un halt in hant fest a nagán, a moyd mit a sámetenem pónim, hit op dem sóynes karaván.                  | 2. אַ מױד, אַ פעלצל און אַ בערעט, און האַלט אין האַנט פֿעסט אַ נאַגאַן, אַ מױד מיט אַ סאַמעטענעם פנים, היט אָפּ דעם שונאס קאַראַװאַן.            | 2. Une jeune femme, un manteau de fourrure et un béret Tenant fermement dans sa main un nagan, Une fille au visage de velours, Arrête la colonne ennemie. |  |
| 3. Getsílt, geshósn un getrófn hot ir kléyninker pistóyl, an óyto a fúlinke mit vofn farháltn hot zi mit eyn koyl.                      | 3. געצילט, געשאָסן און געטראָפֿן, האָט איר קלײנינקער פיסטױל, אַן אױטאָ אַ פֿולינקע מיט װאָפֿן פֿאַרהאַלטן האָט זי מיט אײן קױל.                | 3. Son petit pistolet, A visé, tiré sur et touché Une voiture pleine d'armes ; Elle l'a arrêtée avec une balle.                                           |  |
| 4. Far tog fun vald aroysgekrókhn mit shneygirlándn oyf di hor, gemútikt fun kléyninkn nitsókhn far úndzer náyem fráyen dor.            | 4. פֿאַר טאָג פֿון װאַלד אַרױסגעקראָכן, מיט שנײ גירלאַנדן אױף די האָר, געמוטיקט פֿון קלײנינקן ניצחון, פֿאַר אונדזער נײַעם פֿרײַען דור.         | 4. Sortie de la forêt il y a un jour Avec des guirlandes de neige sur les cheveux, Encouragé par la petite victoire Pour notre nouvelle génération libre. |  |